# Beli Potok (okręg jablanicki)
Beli Potok (cyr. Бели Поток) – wieś w Serbii, w okręgu jablanickim, w mieście Leskovac. W 2011 roku liczyła 568 mieszkańców.